# Saint-André-sur-Cailly
Saint-André-sur-Cailly è un comune francese di 889 abitanti situato nel dipartimento della Senna Marittima nella regione della Normandia.

## Società

### Evoluzione demografica
Abitanti censiti